# 199687 Erősszsolt
199687 Erősszsolt è un asteroide della fascia principale. Scoperto nel 2006, presenta un'orbita caratterizzata da un semiasse maggiore pari a 3,0848520 UA e da un'eccentricità di 0,1218455, inclinata di 2,57491° rispetto all'eclittica.